# Sender Straßburg (Rheinhafen)
Der Sender Straßburg (Rheinhafen) ist eine Sendeanlage des französischen Rundfunkkonzerns TDF für UKW-Rundfunk, der sich im Rheinhafen in Straßburg befindet. Als Antennenträger dient ein 97 Meter hoher freistehender Stahlfachwerkturm.

## Frequenzen und Programme

### Analoger Hörfunk (UKW)
| Frequenz (MHz) | Programm               | RDS PS   | RDS PI | Regionalisierung | ERP (kW) | Antennendiagramm rund (ND)/gerichtet (D) | Polarisation horizontal (H)/vertikal (V) |
| -------------- | ---------------------- | -------- | ------ | ---------------- | -------- | ---------------------------------------- | ---------------------------------------- |
| 88,2           | NRJ                    | _NRJ____ | F220   | Alsace           | 4        | D (210–360°)                             | V                                        |
| 88,9           | SWR4 Baden-Württemberg | SWR4_FR_ | DB04   | Radio Südbaden   | 1        | D (20–190°)                              | H                                        |
| 89,5           | Virgin Radio           | _VIRGIN_ | F219   | Alsace           | 4        | D (220–350°)                             | V                                        |
| 91,5           | Radio Liberté          | LIBERTE_ | F7A0   | –                | 1        | D (240–320°)                             | V                                        |
| 92,3           | FIP                    | __F_I_P_ | F204   | –                | 4        | D (210–350°)                             | V                                        |
| 94,5           | Top Music              | TOPMUSIC | F734   | –                | 4        | D (220–350°)                             | V                                        |
| 96,6           | Accent 4               | ACCENT_4 | F731   | –                | 1        | D (220–350°)                             | V                                        |
| 98,1           | Radio FG               | RADIO_FG | F22C   | –                | 1        | D (200–350°)                             | V                                        |
| 102,1          | RFM                    | __RFM___ | F212   | Strasbourg       | 4        | D (210–350°)                             | V                                        |
| 103,3          | Europe 1               | EUROPE_1 | F213   | –                | 4        | D (200–350°)                             | V                                        |
| 103,6          | Radio Dreyeckland      | DREYECKD | F732   | –                | 1        | D (240–320°)                             | V                                        |
| 105,3          | Nostalgie              | NOSTALGI | F218   | Strasbourg       | 4        | D (210–360°)                             | V                                        |
| 105,7          | RTL                    | __RTL___ | F211   | –                | 4        | D (200–350°)                             | V                                        |
| 106,9          | BFM Business           | __BFM___ | F227   | –                | 1        | D (210–350°)                             | V                                        |

### Analoges Fernsehen (SECAM)
Vor der Umstellung auf DVB-T am 2. Februar 2010 diente der Sendestandort weiterhin für analoges Fernsehen (→ SECAM):
| Kanal | Frequenz (MHz) | Programm        | ERP (kW) | Sendediagramm rund (ND)/ gerichtet (D) | Polarisation horizontal (H)/ vertikal (V) |
| ----- | -------------- | --------------- | -------- | -------------------------------------- | ----------------------------------------- |
| 35    | 583,25         | M6              | 0,5      | D (180–340°)                           | V                                         |
| 46    | 671,25         | France 5 / Arte | 0,5      | D (180–350°)                           | V                                         |